# Friedrich Pollock
Friedrich Pollock, detto anche Fritz (Friburgo in Brisgovia, 22 maggio 1894 – Montagnola, 16 dicembre 1970), è stato un sociologo e filosofo tedesco.
Fu tra i principali esponenti della Scuola di Francoforte.

## Biografia
Dal 1911 al 1915 Pollock ricevette una educazione ad indirizzo commerciale, sospendendo quindi gli studi per partecipare alla prima guerra mondiale.
L'incontro con Max Horkheimer, con il quale strinse una profonda amicizia che durò tutta la vita, ed ebbe fondamentali implicazioni anche sul piano della teoria, avvenne nel 1911.
Al termine del periodo bellico, non più interessato alle attività commerciali, Pollock studiò economia, filosofia e sociologia nelle università di Monaco, Friburgo e Francoforte. Nel 1919, a Monaco di Baviera, Pollock e Horkheimer furono testimoni della breve vita della Repubblica Sovietica Bavarese (Bayerische Räterepublik). Pur fornendo rifugio a vittime di sinistra del "terrore bianco" che seguì quel periodo, non presero parte attiva all'evento rivoluzionario, ritenendolo prematuro e condannato al fallimento per mancanza di condizioni oggettive favorevoli ad un vero cambiamento sociale.
Nel 1923 si laureò presso la Facoltà di Economia di Francoforte con una tesi riguardante la teoria monetaria di Karl Marx, che gli valse un summa cum laude.
Nel 1923 Friedrich Pollock fondò, insieme a Felix Weil, l'Istituto di Ricerche Sociali di Francoforte.

Nel 1927 e 1928, in occasione delle celebrazioni per il decennale della Rivoluzione d'ottobre, si recò in Unione Sovietica. In seguito a questa esperienza scrisse il trattato Die planwirtschaftlichen Versuche in der Sowjetunion 1917-1927.

Tra il 1928 e il 1930 diresse l'Istituto di Ricerche Sociali.

Nel febbraio 1940, durante il periodo di esilio della Scuola di Francoforte a New York, Pollock prese la cittadinanza statunitense.
Pollock rientrò in Europa nel 1950, riprendendo la guida dell'Istituto di Ricerche Sociali, e dal 1951 al 1958 fu docente di economia nazionale e sociologia all'Università di Francoforte.

Nel 1959, con Max Horkheimer, si trasferì a Montagnola, nel Canton Ticino, Svizzera, dove morì nel 1970.

## La Scuola di Francoforte
La data di nascita della cosiddetta “Scuola di Francoforte” è il 1923. In quella data a Francoforte viene fondato l'Istituto per la Ricerca Sociale, affiliato all'Università della stessa città. Esso ebbe inizialmente come direttore Albert Gerlach, successivamente dal 1924 Karl Grunberg. Ma fu solo sotto la direzione di Horkheimer che l'istituto iniziò quella battaglia socio-culturale che contraddistinguerà quasi l'intera storia della scuola. Tra i maggiori rappresentanti ricordiamo, Theodor W. Adorno, Walter Benjamin, Herbert Marcuse, Friedrich Pollock.
Una delle caratteristiche che contraddistinguono la “scuola” è l'attenzione rivolta allo sviluppo della società capitalistica. In questo contesto si inserisce Pollock, in particolare nell'analisi del rapporto tra “stato” e “politica”, e successivamente con l'analisi delle ripercussioni sociali ed economiche dell'introduzione generalizzata dell'"automazione" . A Friedrich Pollock, Max Horkheimer e Theodor W.Adorno dedicarono la loro opera più importante, la Dialettica dell'illuminismo.

### L'analisi delle società totalitarie e non, dopo la crisi del 1929
La scuola in quel periodo inizia una profonda riflessione relativamente a due importanti avvenimenti che avevano sconvolto il panorama politico-sociale verso la fine del secondo decennio.
L'avvento del nazismo al potere, degno figlio dell'altro regime totalitario, il fascismo italiano, e la crisi economica del 1929.
In realtà i problemi che la “scuola” affronta in questo periodo sono principalmente due: la riflessione sulla possibile crisi del capitalismo e i legami tra stato totalitario e capitalismo.
Sarà quest'ultimo l'oggetto di riflessione di Pollock, argomentato nella sua opera più importante “Capitalismo di stato: possibilità e limiti”. In sostanza Pollock affronta il problema di come delineare e evidenziare la possibile correlazione tra stato totalitario e capitalismo, ma anche e soprattutto evidenzia i legami che intercorrono tra stato e politica.
In sostanza la tesi di Pollock è che con l'avvento e il perfezionamento del capitalismo, lo stato (la politica) ne diventa protagonista, il capitalismo di stato si sostituisce al capitalismo economico e l'economia soggiace alla politica.
Attraverso il concetto di “pianificazione” lo stato (capitalismo di stato) programma l'economia, non permettendo dunque al mercato di interferire nel programma di pianificazione stesso. Il capitalismo di stato prevede, controlla il binomio domanda-offerta, trasforma gli istituti bancari in istituti sotto il proprio controllo. Il vantaggio è che vengono eliminati gli sprechi. 
Uno svantaggio, un grande svantaggio, è che nell'economia di mercato, o capitalismo privato, il rapporto tra domanda e offerta, il rapporto sociale, è determinato dal mercato stesso, mentre nel capitalismo di stato è il potere politico che determina le scelte. La tesi che questo tipo di capitalismo debba piano piano portare ad un regresso economico è da lui negata dal fatto che fintanto che gli stati concorreranno alla corsa agli armamenti tutto ciò non accadrà. Le tesi di Pollock hanno trovato molte e dure critiche, specialmente quelle riguardanti l'identificazione tra totalitarismo e capitalismo, tuttavia lo stesso Pollock è incline a ritenere che anche questo tipo di capitalismo partorirà, dal suo interno, forze disgregatrici capaci di cambiamenti radicali.

## Archivio personale
L'archivio personale di Friedrich Pollock fu donato dopo la sua morte dagli eredi alla Stadt und Universitätsbibliothek (dal 2005 denominata Universitätsbibliothek Johann Christian Senckenberg) della Goethe Universität di Francoforte, dove è attualmente conservato . Comprende lettere, manoscritti, materiale di lavoro, documenti, fonogrammi e fotografie prodotti nell'arco cronologico 1920-1969 .
Anche la Biblioteca Umanistica dell'Università degli studi di Firenze conserva un Fondo archivistico intitolato a Friedrick Pollock , da identificarsi con le carte che si conservavano nella sua abitazione di Lugano e che furono acquisite dall’Istituto di Filosofia dell’Università di Firenze, dopo la morte della moglie Carlota Weil (1983). Le carte 'fiorentine' dell'archivio Pollock comprendono corrispondenza personale e scritti, materiali diversi oltre a documenti sulla storia dell’Institut für Sozialforschung di Francoforte e ad un piccolo nucleo di libri, tra cui alcune prime edizioni con dedica di Theodor W. Adorno e Max Horkheimer.